# أزمة النيجر 2023
وقع انقلاب جمهورية النيجر في 26 يوليو 2023م، حيث احتجز وأبعد الحرس الرئاسي الرئيس محمد بازوم. ومن ثم أعلن قائد الحرس الرئاسي الجنرال عبد الرحمن تشياني نفسه زعيمًا للمجلس العسكري بعد فترة وجيزة من تأكيد نجاح الانقلاب.
وفي 30 يوليو 2023م، أعطت المجموعة الاقتصادية لدول غرب إفريقيا (إيكواس) قادة الانقلاب في النيجر مهلة أسبوع واحد لإعادة بازوم إلى منصبه، وهددتهم بالعقوبات الدولية واستخدام القوة. وعندما اانتهت مهلة الإنذار الأخير في 6 أغسطس، أمرت المجموعة الاقتصادية لدول غرب أفريقيا بالتنشيط الفوري لقواتها الاحتياطية في 10 أغسطس. وقد سبق للمجموعة الاقتصادية لدول غرب أفريقيا التدخل في غامبيا لاستعادة الديمقراطية في أعقاب الأزمة الدستورية في البلاد 2016-2017.
تعهدت جميع الدول الأعضاء النشطة في المجموعة الاقتصادية لدول غرب أفريقيا، باستثناء الرأس الأخضر وليبيريا، بالمساهمة بوحدات عسكرية من قواتها المسلحة في حالة التدخل العسكري ضد المجلس العسكري النيجيري،  بينما هددت المجالس العسكرية لبوركينا فاسو ومالي بالانضمام إلى التدخل العسكري إلى جانب النيجر فور انطلاقه.

## معلومات عامّة
في 26 يوليو 2023م، أعلنت الرئاسة النيجيرية أن الحرس الرئاسي بقيادة الجنرال عبد الرحمن تشياني شارك في "مظاهرة ضد الجمهوريين". واحتُجز الرئيس محمد بازوم وعائلته في القصر الرئاسي في نيامي، كما قُبض على وزير الداخلية حمادو سولي. وقاد هذا الانقلاب تشياني الذي خطط بازوم لإعفائه من منصبه. وقالت مصادر مقربة من بازوم أنه اتخذ قرارًا بشأن إقالة تشياني في اجتماع لمجلس الوزراء في 24 يوليو 2023م بسبب توتر العلاقات بينهما. تم إغلاق القصر والوزارات المجاورة بالآليات العسكرية، فيما قام الحرس الرئاسي بتفريق أنصار بزوم المدنيين الذين حاولوا الاقتراب من القصر بإطلاق النار عليهم، مما أدى إلى إصابة واحدة. في البداية حاصرت الوحدات العسكرية الموالية لبازوم المجمع.
وأعلن العقيد في سلاح الجو اللواء أمادو عبد الرحمن مساء ذلك اليوم عبر التلفزيون الحكومي، إقصاء بازوم من السلطة، وتشكيل مجلس وطني لحماية الوطن بسبب تدهور الوضع الأمني وسوء الحكم. كما أعلن حل دستور البلاد، وتعليق مؤسسات الدولة، وإغلاق الحدود، وفرض حظر تجول على مستوى البلاد من الساعة العاشرة مساءً حتى الخامسة فجرًا بالتوقيت المحلي، مع تحذيره من أي تدخل خارجي. بعد ذلك، تم تعليق جميع أنشطة الأحزاب السياسية في البلاد حتى إشعار آخر.
وعلى الرغم من احتجازه، رفض بازوم الاستقالة حتى الآن. وقال وزير خارجيته، حسومي مسعود ، لفرانس 24 أن "السلطة القانونية والشرعية" للبلاد ما زالت في يد الرئيس. كما أعلن حسومي مسعود نفسه رئيسًا للدولة بالوكالة ودعا إلى مقاومة الانقلاب. ولكن قيادة القوات المسلحة النيجيرية أعلنت دعمها للانقلاب لحماية الرئيس وتجنب "مواجهة دامية".
في 28 يوليو، أعلن تشياني نفسه رئيسًا للمجلس العسكري، قائلاً أنه عزل بازوم لتجنب "الزوال التدريجي المحتوم" للبلاد واتهمه بالتستر على الوضع في البلاد. ولم يذكر تشياني جدولا زمنيًا للعودة إلى الحكم المدني.

### المجموعة الاقتصادية لدول غرب أفريقيا (إيكواس)
المجموعة الاقتصادية لدول غرب أفريقيا (إيكواس) هو اتحاد إقليمي، سياسي، واقتصادي لخمسة عشر دولة في غرب أفريقيا، والتي تغطي مساحة 5,114,162 كم مربع، وكثافة سكانية تُقدر بأكثر من 387 مليون في 2019م، وأسست سنة 1975م، وتهدف للوصول إلى الاكتفاء الذاتي لجميع الدول الأعضاء عن طريق إنشاء كتلة تجارية عظمى واحدة.
تعمل (إيكواس) أيضًا كـ قوة لحفظ السلام في المنطقة، حيث أحيانًا ما ترسل الدول الأعضاء وحدات عسكرية مشتركة للتدخل في الدول الأعضاء في الكتلة في حالات التوتر السياسي أو انعدام الاستقرار. وشملت تدخلات (إيكواس) في السنوات الأخيرة تدخلها في ساحل العاج عام 2003م، وليبيريا عام 2003م، وغيينيا بيساو عام 2012م، ومالي عام 2013م، وغامبيا عام 2017م.

### الوضع الأمني
تدخلت أمريكيا، وفرنسا، والعديد من الدول والجماعات الأخرى في النيجر بسبب التمرد الإسلامي في الساحل، والذي دفع الجهاديين إلى العصيان في النيجر، بقيادة تنظيم القاعدة وداعش وبوكو حرام. وكان للولايات المتحدة وفرنسا وتركيا قواعد عسكرية في النيجر. وفي عام 2022م، أصبحت الدولة مركزًا لعمليات مكافحة الإرهاب الفرنسية بعد خروجها من مالي وبوركينا فاسو عقب سلسلة من الانقلابات العسكرية والعداء ضد فرنسا، والذي مهد الطريق للنفوذ الروسي ودخول شركة المرتزقة الخاصة "مجموعة فاغنر" إلى المنطقة، كما أنها مهّدت الطريق أمام النفوذ التركي.